# آگوستو سیکاره

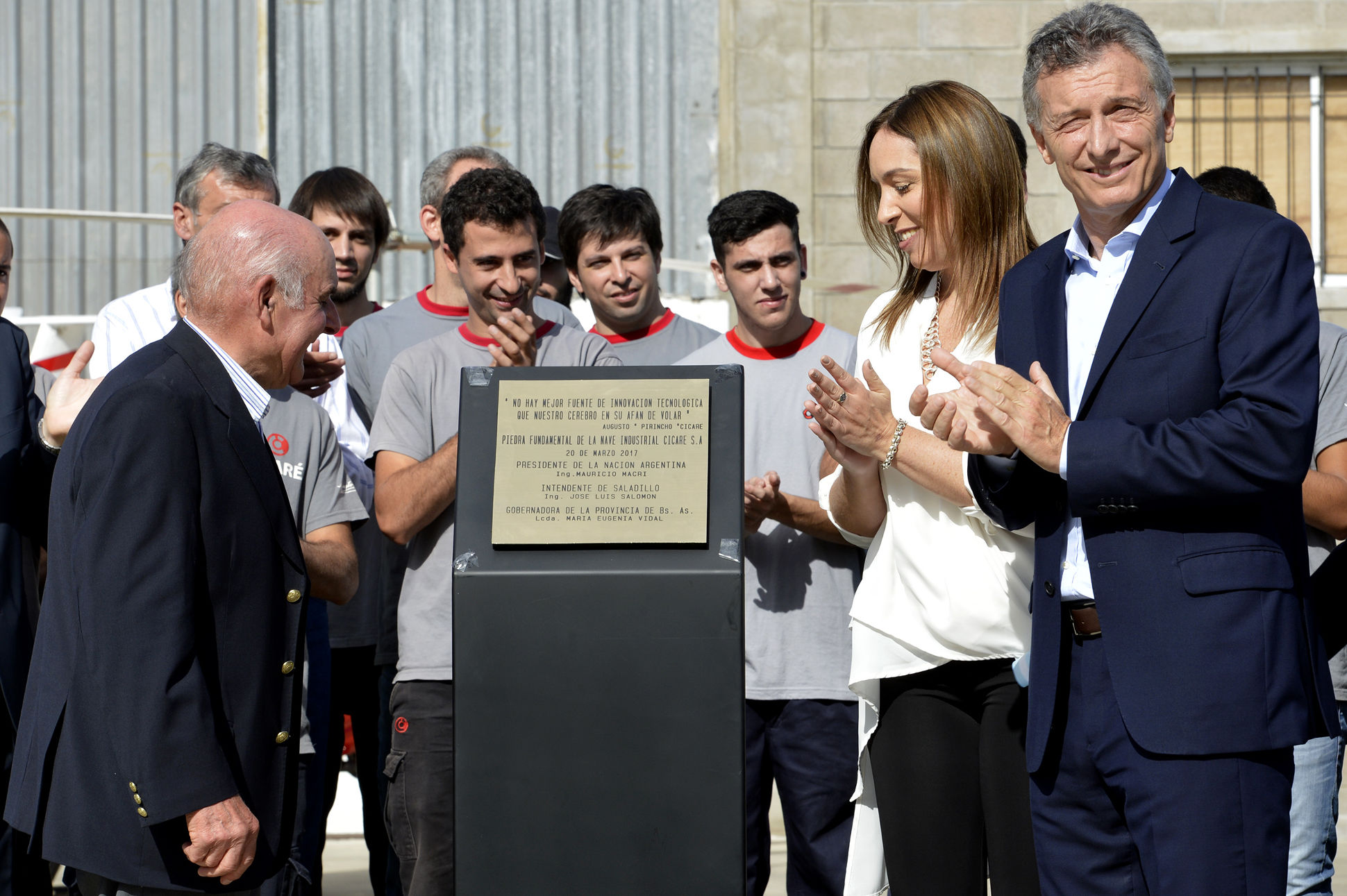
مراسم تقدیر از آگوستو سیکاره

آگوستو سیکاره (زادهٔ ۲۵ مهٔ ۱۹۳۷ – ۲۶ ژانویهٔ ۲۰۲۲) میلادی در آرژانتین مخترع، مهندس و طراح صنایع هوایی در آرژانتین بود. او در سن ۱۱ سالگی درحالیکه هنوز در کلاس پنجم دبستان بود، توانست یک موتور پیستونی چهارزمانه بسازد و لباسشویی خانه‌شان را تعمیر کند. او همان موتور ضعیف را در خودروها به کار برد و در سن ۱۵ سالگی انجین موتورسیکلت می‌ساخت. وی در سال ۱۹۵۸ پا به عرصه بالگرد گذاشت که کاری بسیار پیچیده‌تر از خودرو و موتورسیکلت بود.